# Jean-Jérôme Colonna
 (novembre 2024).
 (novembre 2024).
Si vous disposez d'ouvrages ou d'articles de référence ou si vous connaissez des sites web de qualité traitant du thème abordé ici, merci de compléter l'article en donnant les références utiles à sa vérifiabilité et en les liant à la section « Notes et références ».
Pour les articles homonymes, voir Colonna.
Jean-Jérôme Colonna, dit « Jean-Jé », de son vrai nom Jean-Baptiste Jérôme, né le 24 juin 1939 à Sartène (Corse) et mort dans un accident de voiture en Corse-du-Sud le 1er novembre 2006, est un parrain présumé de la Corse-du-Sud. 

## Biographie

### Famille
En 2024, son fils Julien Colonna réalise le film de long-métrage Le Royaume, dont le scénario se rapproche de la vie de Jean-Jérôme Colonna. Selon le journal Le Monde, « tout le monde en Corse a fait le lien entre le jeune cinéaste et son père ». Julien Colonna ne dément pas, mais insiste sur le côté universel de cette histoire, et soutient que le film est par ailleurs centré sur la relation filiale, le banditisme n'étant qu'une toile de fond.
Légende du milieu corse, il ne participa pas à la guerre du Combinatie parce que trop jeune. Mais son père, Jacques Colonna, un marchand d'huile, a été tué sous ses yeux à Ajaccio alors qu'il sortait de chez lui, impasse Davin, le 18 juillet 1955, probablement parce que les tueurs envoyés par Planche Paolini ne pouvaient atteindre son oncle Jean Colonna, futur maire de Pila-Canale en Corse-du-Sud. Jean-Jérôme Colonna dit « Jean-Jé » avait seize ans à l'époque.
Ayant appris le jour de ses 21 ans que les assassins de son père vivaient encore, il se consacra, durant une dizaine d'années, à les poursuivre et à les tuer un à un, incarnant pour certains Corses le « bandit d'honneur » qui agit par sens du devoir familial. « Je ne suis ni fier ni honteux de ce que j'ai fait » confessera-t-il en août 2002 au mensuel Corsica, dans la seule interview qu'il ait jamais donnée.

### Trafic de stupéfiants
Cette section ne s'appuie pas, ou pas assez, sur des sources secondaires ou tertiaires indépendantes du sujet. Le texte peut contenir des analyses inexactes ou inédites de sources primaires.
Pour l'améliorer, ajoutez-en, ou placez des modèles {{Source secondaire souhaitée}} ou {{Source secondaire nécessaire}} sur les passages mal sourcés. (novembre 2024)
Le nom de Jean-Jé apparaît en tête de liste des suspects, avec une demi-douzaine de comparses. En fait, son « affaire » arrive près de cinq ans après celle de la French Connection mais il est dénoncé à la DEA américaine par un ancien de ce réseau Michel Nicoli contre la promesse d'une libération rapide. Michel Nicoli deviendra d'ailleurs une taupe appointée du service anti-drogue américain. Il était surtout l'ami d'un des assassins du père de Jean-Jé Colonna et avait promis de tuer ce dernier. Jean-Jé Colonna, en réponse, avait tenté de l'assassiner à Rome. Sans succès. Condamné à mort en France pour l'assassinat d'un membre des forces de l'ordre, Michel Nicoli s'était réfugié en Argentine d'où il avait été extradé vers les États-Unis où il avait passé un marché avec la DEA. À l'automne 1974, le patron des stups de Marseille, le commissaire Lucien Aimé-Blanc, reçoit ces informations et vérifie le tout. Le juge René Saurel, spécialiste de la French Connection, dirige l'instruction. Filatures et témoignages concordent. Le 30 janvier 1975, Jean-Jé est arrêté, puis inculpé pour trafic de stupéfiants, avec ses amis. Craignant de porter le chapeau de cette affaire, après une incarcération de 6 mois, Jean-Jé se fait hospitaliser à l'Hôtel-Dieu en simulant une tentative de suicide au couteau et se fait la belle en pyjama en juillet 1975. 
Il se réfugie sous un faux patronyme au Brésil, aux États-Unis, sans oublier quelques discrets séjours à Marseille et en Corse, où il garde de précieux appuis. Ses ex-complices comparaissent pour trafic de stupéfiants à Marseille le 13 janvier 1978. Ils écopent de 10 à 15 ans de prison pour infraction à la législation sur les stupéfiants. Les juges sont encore plus sévères avec l'homme en fuite, Jean-Jé, condamné par défaut à 17 ans de prison. Cette condamnation est motivée par le fait « d'être un organisateur au sommet, ayant tiré un bénéfice financier du trafic, objet de très mauvais renseignements, joueur, ne mérite aucune indulgence. »
En appel, la cour d'appel d'Aix-en-Provence se penche sur cette affaire en octobre 1978. Les peines des complices de Colonna sont confirmées, voire alourdies. Contre toute attente, les magistrats ne se prononcent pas sur le cas de Jean-Jé, repoussant à plus tard l'examen de son dossier.
Puis, le temps passe, Colonna est toujours introuvable. La cour d'appel oublie curieusement de juger dans les délais légaux. La prescription de 10 ans s'applique. Sa première condamnation à 17 ans disparaît. Plus de trace dans son casier, désormais vierge. Le miracle judiciaire a eu lieu. C'est ainsi qu'il peut revenir en France vers la mi-1985.

### Semi-retraite en Corse
Cette section ne s'appuie pas, ou pas assez, sur des sources secondaires ou tertiaires indépendantes du sujet. Le texte peut contenir des analyses inexactes ou inédites de sources primaires.
Pour l'améliorer, ajoutez-en, ou placez des modèles {{Source secondaire souhaitée}} ou {{Source secondaire nécessaire}} sur les passages mal sourcés. (novembre 2024)
Rentré en Corse, plus personne ne peut le poursuivre. Il commence alors une seconde carrière de chef de clan. Officiellement peu actif, il aide son épouse qui gère des supérettes. Habitant Abbartello, il était un proche de l'ancien maire de Pila Canale, Robert Feliciaggi, abattu sur le parking de l'aéroport d'Ajaccio en mars 2006, possiblement première victime de la guerre qui allait faire rage à Ajaccio entre bandes rivales.  

### Rapport Glavany en 1998
Le rapport (dit « rapport Glavany ») remis en septembre 1998 par la commission d'enquête parlementaire sur « l'utilisation des fonds publics et la gestion des services publics en Corse », présidée par Jean Glavany (PS), vraisemblablement influencé par l'homonymie du patronyme Colonna avec l'assassin du préfet Érignac, le qualifiait de « seul véritable parrain », influent et incontournable dans l'île faisant peu de cas de la Brise de Mer bastiaise. Jean-Jé Colonna s'est toujours défendu de ce qualificatif, assurant n'être qu'un « juge de paix » arbitrant les conflits. Une assertion qui lui vaudra d'être mis sur surveillance, sans grandes suites par les services de police en mars 1999. Ce qui le poussera à affirmer dans le mensuel Corsica en août 2002 « Je ne suis pas le parrain de la Corse » alors que les médias le présentent pourtant comme le « dernier parrain corse »,.

### Mise en accusation
Poursuivi en 2002 pour des prises d'intérêt occultes, il entre en cavale durant deux ans, avant de se présenter au procès. À l'issue du procès en juin 2004, puis de l'appel en 2005, il sera en définitive lavé de tous les chefs de mise en examen à l'exception d'un seul (emploi fictif) qui lui vaudra 3 ans de prison dont six mois ferme et 330 000 euros d'amende : être employé à raison de 1 500 euros par mois… par sa propre épouse gérante d'une supérette SPAR au lieu-dit Abbartello. Il s'était pourvu en cassation. S'il avait été condamné, cela aurait été la seule condamnation inscrite à son casier judiciaire.

## Décès
Cette section ne s'appuie pas, ou pas assez, sur des sources secondaires ou tertiaires indépendantes du sujet. Le texte peut contenir des analyses inexactes ou inédites de sources primaires.
Pour l'améliorer, ajoutez-en, ou placez des modèles {{Source secondaire souhaitée}} ou {{Source secondaire nécessaire}} sur les passages mal sourcés. (novembre 2024)
Le 1er novembre 2006, Jean-Jérôme Colonna roulait près de Porto-Pollo (Corse-du-Sud), lorsque son véhicule a percuté le parapet d'un petit pont puis a effectué une sortie de route au niveau d'un pont et s'est encastré contre la pile gauche du pont avant de s'enflammer.
L'absence de traces de freinage a intrigué les policiers. Puis le décès fut ensuite attribué à un malaise cardiaque précédant la sortie de route.
Cependant, début février 2007, le quotidien Le Monde faisait état de plusieurs éléments de l'enquête en cours remettant en doute une mort naturelle. L'expertise mécanique du véhicule aurait mis au jour la présence d'un élément mécanique étranger au moteur. Cette pièce aurait comporté des traces d'un composant chimique pouvant entrer dans la composition d'un explosif « brisant ». L'examen autoptique a révélé une absence de « lésion » et « un muscle cardiaque en parfaite santé ».  
Cependant, les conclusions de l'enquête scientifique de l'Institut de recherche criminelle de la gendarmerie nationale (IRCGN) ont contredit l'hypothèse d'un attentat. Le tube « étranger » serait en réalité un élément du climatiseur de la voiture. Le morceau de tuyau aurait de surcroît été retrouvé déformé par la chaleur et n'aurait donc pas explosé. Les nitrates détectés sont utilisés dans les appareils électriques et électroniques, ils émanent donc très probablement de la climatisation elle-même.
Son décès va entraîner un déséquilibre important dans le milieu corse ; à partir de 2006 les règlements de compte vont crescendo notamment après des meurtres commis au sein de la bande bastiaise de la Brise de Mer et le passage d'un de ses membres vers le Petit Bar ajaccien. Dès lors vont se conjuguer les règlements de compte relevant du seul pays ajaccien et ceux impliquant les factions rivales de la puissante Brise de Mer.

### Sources et bibliographie
- Requiem for a Colonna, bakchich.info, 3 novembre 2006
- « Mort du "parrain" corse Jean-Jérôme Colonna », nouvelobs.com, 1er novembre 2006
- Fin de cavale pour "Jean-Jé" à la veille d'un procès pour emplois fictifs, AFP, 16 juin 2004
- Mandat d'arrêt contre Jean-Jé Colonna, Nouvel Observateur, 25 octobre 2002
- Nécrologie : "Jean-Jé" Colonna, Le Monde, 2 novembre 2006
- Un rapport d'enquête met en lumière les irrégularités financières de la Cadec, Le Monde, 20 octobre 1998
- Corse : « L'émergence d'un système pré-mafieux », Le Monde, 10 septembre 1998
- La mort de "Jean-Jé" Colonna, parrain corse, ne serait pas accidentelle, Le Monde, 5 février 2007
- Corse : Jean-Jé Colonna serait bien mort accidentellement, Le Figaro, 8 février 2007